# Estación Miguel Riglos
Miguel Riglos es una estación ferroviaria ubicada en la localidad de Miguel Riglos en el Departamento Atreuco, Provincia de La Pampa, Argentina.

## Ubicación
La estación se encuentra a 592 km de la Ciudad Autónoma de Buenos Aires.

## Servicios
No presta servicios de pasajeros ni de cargas, sin embargo sus vías están concesionadas a la empresa Ferroexpreso Pampeano.